# Zezinho
O Zezinho é considerado o primeiro computador brasileiro, totalmente projetado e construído no país.
Foi projetado e construído no Instituto Tecnológico de Aeronáutica - ITA, resultado de trabalho de graduação de quatro formandos da turma de 1961 - Alfred Volkmer, András Gyorgy Vásárhelyi, Fernando Vieira de Souza e José Ellis Ripper Filho - orientados pelo Prof. Tien Wei Chu e seguidos de perto pelo Prof. Darcy Domingues Novo, sob a supervisão do chefe da Divisão de Eletrônica, Prof. Dr. Richard Robert Wallauschek. Além deles, colaboraram com o grupo os funcionários do ITA Moisés de Oliveira Garcia, Vicente Miranda e a Dra. Cláudia Juigné. 

## Ficha técnica
O Zezinho tinha oito posições de memória de oito bits. Cada bit era implementado por um circuito biestável. Havia acesso a cada bit de cada posição por meio de um painel, uma placa de baquelite com dois pontos de solda para cada bit. Cada par de pontos estava ligado a um biestável: um ponto à base de um dos transistores, o outro à base do outro transistor. Para alterar o estado de um bit, bastava encostar uma "caneta" (com ponta de metal, aterrada) em um dos pontos de solda da placa. Para cada bit havia, no painel, uma lampadinha, acionada por um dos transistores do biestável correspondente; quando a lãmpada estava acesa, o bit, por definição,  estava com o valor "1"; se estivesse apagada, valor "0". Havia pouquíssimas instruções, entre elas uma soma. Combinando-se várias somas, podia-se fazer uma multiplicação.
Cada biestável foi montado em uma plaquinha de baquelite, medindo aproximadamente 10 cm x 10 cm, colada em um soquete macho de válvula, no qual eram feitas duas fendas para encaixar a plaquinha. Cada soquete macho, com a respectiva placa, era colocado em um soquete  fêmea  preso ao painel. Isso facilitava a troca dos circuitos que não funcionavam.
Valdemar Setzer (ELE-63), que completou o projeto como TI em 1963, tinha projetado uma fonte regulada para o Zezinho, que até aquele momento funcionava com baterias, constantemente carregadas por um enorme carregador - um cubo de aproximadamente 50 cm de lado.